# ミノールカメレオン
ミノールカメレオン（学名：Furcifer minor）は、カメレオン科フサエカメレオン属に分類されるトカゲ。

## 分布
マダガスカル中南部固有種

## 形態
全長オス21-24センチメートル、メス14-16センチメートル。頭胴長オス9.5-11センチメートル、メス5.8-7.5センチメートル。種小名minorは「より小さい」の意。後頭部の突起（冠突起、カスク）があまり発達せず、背面の正中線に沿って並ぶ刺状鱗（背稜、クレスト）もあまり発達しない。黄色い斑点や帯模様が入る。
オスは吻端に扁平な2本の角がある。体色は赤褐色や黄褐色で、黄色い斑点や帯模様が不明瞭。メスの体色は緑色や黒で、上半身側面に赤や青、紫色の眼状斑が入る。

## 生態
乾燥したサバンナに生息する。樹上棲。昼行性。
食性は動物食で、主に昆虫などを食べると考えられている。
4月に体内に12個の卵を持ったメスが確認された例がある。

## 人間との関係
分布が限定的で、開発による生息地の破壊などによる生息数の減少が懸念されている。